# Johnny Bravo
Pour les articles homonymes, voir Bravo.
Johnny Bravo est une série d'animation américaine créée par Van Partible pour la chaîne télévisée Cartoon Network et produite chez Cartoon Network Studios pour une diffusion sur la chaîne de télévision Cartoon Network, initialement entre le 14 juillet 1997 jusqu'au 24 août 2004 aux États-Unis. La série met en scène un jeune bellâtre et dragueur blond musclé nommé Johnny Bravo. Dans la majeure partie des épisodes, le protagoniste tente de conquérir le cœur de jolies inconnues qui le larguent habituellement à la fin. La série est originaire d'un programme télévisée de Cartoon Network intitulé World Premiere Toons (également connu sous le titre The What a Cartoon! Show). La popularité de cette série d'animation a par la suite menée à la création de plusieurs saisons.
Johnny Bravo est la deuxième série d'animation Cartoon Cartoons (un nom collectif désignant les premiers cartoon originaux de la chaîne Cartoon Network). Une série dérivée, intitulée JBVO, a été diffusée en une seule saison et n'a pas rencontré un grand succès. Certains des scénaristes et réalisateurs de la série se sont plus tard investis dans des projets à succès, comme Seth MacFarlane pour Les Griffin, et Butch Hartman pour Mes parrains sont magiques. Johnny Bravo est désormais considéré comme l'un des dessins animés classiques de la chaîne Cartoon Network, le personnage étant considéré comme « une icône ».

## Scénario
Johnny Bravo est un jeune playboy blond, naïf et coureur de jupons, perpétuellement à la recherche d'un rendez-vous avec une jeune femme ; mais même lorsqu'il a un rendez-vous, les choses tournent, pour une raison ou une autre, en sa défaveur. Johnny Bravo ressemble à la fois à James Dean, à Elvis Presley, à Duke Nukem et à Fonzie, le rockeur rebelle dans la série Les Jours heureux. Il est incroyablement narcissique et stupide. Il vit dans la ville imaginaire d’Aron City (Aaron était le deuxième prénom d’Elvis Presley).

## Personnages
- Jonathan « Johnny B. » Bravo : Le personnage principal de la série. Il est extrêmement narcissique et très musclé[2],[3]. Il a peu de talents pour draguer les femmes aux alentours. Ironiquement, Johnny n'a eu que trois relations sérieuses durant tous les épisodes : Une avec Véra Dinkley dans l'épisode où il est apparu avec la bande à Scooby-Doo, mais Véra aura préféré choisir la Mystery Machine; une autre fois, où il est devenu le roi de la planète des femmes-aliens, mais où il a vite été détrôné par l'acteur Mel Gibson ; et enfin, dans un épisode où il allait rencontrer la femme de ses rêves, mais où il a vite gâché ses chances de la rencontrer. Il déclare détester son « meilleur ami », Carl Chryniszzswics. Johnny est aussi interprété comme la réincarnation parfaite de la blonde stéréotypée en version masculine. Il fait des mouvements très rapides, bien souvent pour essayer d'impressionner les femmes, et ces mouvements sont accompagnés par une suite de sons « cartoonesques », comme le son d'un fouet qui claque. Johnny est représenté par un personnage portant un t-shirt noir moulant et un petit jean bleu. Dans la version originale, Jeff Bennett, l'interprète de Johnny Bravo, déclare avoir modelé sa voix sur celle d'Elvis Presley.

- Bunny « Maman » Bravo : La mère de Johnny. Dans la série, elle semble avoir un passé impressionnant révélant un grand talent. Dans la première saison, Bunny était l'exemple même de la mère calme et mature mais, au fur et à mesure des autres saisons, elle ressemble plus à une mère hystérique. Elle considère Johnny comme le petit chéri à sa maman.

- Petite Suzy, ou Suzy : Une petite fille aux cheveux roux, intelligente, enthousiaste et assez bavarde. C'est la voisine de Johnny. Dans certains épisodes, Suzy affirme avoir un faible pour Johnny (sentiment qui n'est évidemment pas partagé par Johnny). Dans la série, on n'a jamais vu ses parents car ce sont apparemment des célébrités. Dans les premiers épisodes, Suzy ressemble à une petite fille modèle tandis que dans les saisons suivantes, elle ressemble beaucoup plus à une adolescente.

- Carlton « Carl » Chryniszzswics : Un génie local. Un geek qui adore les sciences, mais quand même assez bizarre, timide et assez ennuyeux (surtout pour Johnny). Dans la deuxième saison de la série, Carl semble être le seul ami de Johnny - ce que ce dernier dément formellement. Il utilise parfois Johnny comme cobaye pour ses expériences. Il porte des lunettes. Carl n'est pas du tout rancunier et accepte la compagnie de Johnny même si, quelquefois, celui-ci se montre dur ou méchant avec lui.

- Pops : Il est propriétaire d'un restaurant local de chili. Il est considéré comme le père spirituel de Johnny ; il lui donne souvent des conseils même si, quelquefois, ils semblent inutiles et mettent Johnny dans des situations difficiles. Ses plats sont préparés à base d'éléments douteux, voire composés d'animaux tels que les opossums, pandas, phoques, pumas, chevaux et aigles. Comme Carl, Pops a été introduit dans la deuxième saison.

## Production

### Développement
La série est originaire d'une thèse, intitulée Mess O' Blues, réalisée par Van Partible durant ses études à l'Université Loyola Marymount, sur un imitateur d'Elvis Presley. Le professeur d'animation de Partible montre Mess O' Blues (1993) a l'un de ses amis travaillant pour les studios Hanna-Barbera à cette époque. Appréciant ce projet, ils lui demandent de le développer en un court-métrage de sept minutes. Le court-métrage est plus tard diffusé dans le nouveau programme innovateur de la chaîne Cartoon Network, intitulée World Premiere Toons. Partible partageait la même chambre que Craig McCracken (créateur des Supers Nanas), Paul Rudish (un designer de la série) et Genndy Tartakovsky (créateur du Laboratoire de Dexter). En ce temps, les deux seuls créateurs à être fraîchement sorti de l'université étaient Partible et Seth MacFarlane. Partible change son personnage de Mess O' Blues en un personnage qui serait, selon son point de vue, « quelqu'un qui ressemblerait à un James Dean stéréotypé qui parle comme Elvis. » Partible choisit Jeff Bennett pour interpréter Johnny Bravo.
Le tout premier court-métrage, Johnny Bravo, est initialement diffusé sur World Premiere Toons le 26 mars 1995, est montre Johnny tentant de séduire une gardienne de zoo essayant de rattraper un gorille échappé du zoo. Partible, accompagné d'une petite poignée d'animateurs, crée lui-même le court-métrage chez Hanna-Barbera. Deux autres courts-métrages ont par la suite suivi et la série se popularise tellement que Cartoon Network demande la création d'une première saison, constituée de 13 épisodes. L'équipe de la première saison de Johnny Bravo se composait de nombreux scénaristes, animateurs et réalisateurs du programme World Premiere Toons, dont MacFarlane et Hartman, Steve Marmel, et John McIntyre. Le célèbre animateur Joseph Barbera était également consultant créatif et mentor de la première saison,. Partible explique, lors d'une entrevue en 1997, que la série avait pour but de « remettre au goût du jour des vieux cartoons Hanna-Barbera. » Le premier épisode de la première saison est diffusée le 14 juillet 1997, et finalisée en décembre cette même année. La série devait s'achever avant la demande d'une nouvelle saison en 1999. Dans cette saison, de nouvelles techniques d'animation ont été utilisées, et de nouveau personnages ont été inclus.
En 2002, Dwayne Johnson était prévu pour incarner le rôle de Johnny Bravo dans un film homonyme produit pour le compte de Warner Bros Pictures.

### Épisodes
Johnny Bravo est initialement diffusée entre le 14 juillet 1997 jusqu'au 24 août 2004 sur Cartoon Network aux États-Unis, avec un total de 178 épisodes de quatre saisons. Le 30 mars 2012, la série est également rediffusée dans un programme intitulé Cartoon Planet et sur Boomerang. En France, la série a été diffusée en novembre 1999 sur Cartoon Network et en 2003 sur TPS Cinéfamily dans le bloc de programmation WB Kids ; il est rediffusé sur Boing. En Belgique sur Club RTL, et depuis 2012 au Québec sur Télétoon Rétro.

## Distribution

### Voix originales
- Jeff Bennett : Johnny Bravo
- Brenda Vaccaro : Bunny Bravo
- Mae Whitman : Petite Suzy
- Tom Kenny : Carl Chryniszzswics
- Larry Drake : Pops
- Adam West : lui-même
- Donny Osmond : Donny Osmond
- Frank Welker : Fred Jones, voix additionnelles
- Casey Kasem : Sammy Rogers
- Heather North Kenney : Daphne Blake
- B.J. Ward : Vera Dinkley
- Hadley Kay : Scooby-Doo
- Voix additionnelles : Candi Milo, Mark Hamill, Dee Bradley Baker, Billy West, Maurice LaMarche, Rob Paulsen

### Voix françaises
- Laurent Morteau : Johnny Bravo
- Jocelyne Darche : Bunny Bravo
- Kelly Marot : Petite Suzy
- David Kruger : Carl Chryniszzswics
- Jean-Claude Sachot : Pops
- Catherine Cipan : Jenny, Morgan
- Paolo Domingo : Donny Osmond (2ème Voix)
- Julie Turin : La femme du chenil
- Stéphane Marais : Willam Shatner, Billy
- Michel Mella : L'Homme Sensible (voix parlée et chantée)
- Henri Labussière : Le promeneur et le vieil australien
- Daniel Beretta : Mister T., voix additionnelles
- Gérard Surugue : Monsieur Franck
- Roger Carel : Fred Pierrafeu
- Jean-Claude Donda : Barney Laroche, le vieux blagueur, le directeur de Pensington
- Pierre Laurent : Curtis Armstrong
- Cyrille Monge : Fred Jones
- Francis Lax : Sammy Rogers
- Claude Chantal : Daphne Blake
- Laurence Badie : Vera Dinkley
- Jacques Torrens : Scooby-Doo
- Marie-Laure Beneston : Farrah Fawcett
- Laurence Crouzet : Pépite Pierrafeu
- Barbara Beretta : La première femme de la chanson
- Claude Lombard : La deuxième femme de la chanson

- Version française
  - Studio de doublage : Dubbing Brothers
  - Direction artistique : ?
  - Adaptation : Sandrine Hasselman, Anthony Dal Molin, Marianne Perisson, Philippe Ringenbach, Nadine Giraud, Michel Berdah, Isabelle Neyret, Hélène Chaubet

## Média
Johnny Bravo, tout comme quasiment tous les personnages issus des studios Cartoon Network, apparaît dans le jeu de course Cartoon Network Racing. Un jeu, Johnny Bravo: Date-o-Rama!, est commercialisé sur console Nintendo DS au mois de février 2009 aux États-Unis.

## Récompenses et nominations
Johnny Bravo a été nommé sept fois, dont quatre fois aux Annie Awards, deux fois aux Golden Reel Award, et une fois aux YoungStar Award.